# カノム・ブアン
カノム・ブアン(Khanom Buang)は、タイ料理の一つで、パリパリのクレープや八つ橋に似ていると言われる菓子。
昔からのタイのデザートで、タイでは人気のある屋台料理である。タコスにも似ている。具材としては、最初にココナッツクリームを入れ、削ったココナッツ、鶏卵素麺や刻んだタマネギ等のトッピングを乗せる。

## 歴史
カノム・ブアンは、タイではアユタヤ時代からデザートとして食べられている。Khun Luang ha watによると、その当時、ベトナムのカノム・ブアンはまだタイに入っておらず、両者に違いはなかったと書かれている。しかし、Dhammaboodpadad中のある話では、カノム・ブアンはスコータイ時代にインドとブラフマニズムからタイに入ってきたものであると書かれている。さらに、多くの人は、カノム・ブアンはフランスのクレープと関連していると推測している。

## 作り方
米粉、リョクトウ粉末、鶏卵等で作った生地を混ぜて、中火で薄く焼く。焼きあがったらクリーム、卵を乗せ、削ったココナッツや炒りゴマをトッピングする。平らなへらで半分に折り畳む。